# Ryō Sugai
Ryō Sugai (jap. 須貝 龍 bzw. りょう すがい; * 11. Dezember 1991 in Tainai, Niigata) ist ein japanischer Freestyle-Skier und ehemaliger Skirennläufer. Er ist auf die Disziplin Skicross spezialisiert. Bei den Freestyle-Weltmeisterschaften 2025 gewann er die Bronzemedaille.

## Biografie

### Ski Alpin
Ryō Sugai bestritt zwei Tage vor seinem 15. Geburtstag in Tsubetsu sein erstes FIS-Rennen. Im März 2008 gab auf dem Shiga-Plateau sein Debüt im Far East Cup. Erst gut eineinhalb Jahre später trat er bei Juniorenrennen in den italienischen und österreichischen Alpen erstmals in Übersee an und schaffte als Slalomfünfter am Kühtai ein erstes Spitzenergebnis. Nachdem er vor allem auf FIS- und Juniorenebene gestartet war, gelang ihm im Dezember 2010 als Zweiter im Riesenslalom von Yabuli der erste und einzige Far-East-Podestplatz seiner Karriere. Bei seinen einzigen Juniorenweltmeisterschaften in Crans-Montana belegte er die Ränge 31 und 37 in Slalom und Super-G. Drei Wochen danach kürte er sich im Super-G zum japanischen Meister. In den folgenden Jahren startete er vereinzelt auch im Europacup, konnte dabei aber keine nennenswerten Erfolge erzielen.
Nachdem er sich zunehmend auf die schnellen Disziplinen spezialisiert hatte, gab Sugai am 15. Januar 2016 gab in der Kombination auf dem Lauberhorn sein Weltcup-Debüt. Zwei Jahre später holte er ebendort mit Rang 29 seine einzigen zwei Weltcup-Punkte als Skirennläufer. An dieses Resultat konnte er in der Folge nicht mehr anschließen, erreichte aber noch einige Spitzenplätze im Rahmen nationaler Meisterschaften. Seine letzten FIS-Rennen absolvierte er im April 2021 in Nozawa Onsen.

### Freestyle-Skiing
Im Hinblick auf eine Olympiateilnahme wechselte Ryō Sugai zur Saison 2018/19 zum Freestyle-Skiing und ist seither im Skicross aktiv. Seine ersten Rennen bestritt er im Australia New Zealand Cup und belegte dabei durchweg Plätze im Spitzenfeld. In seinem ersten Europacup-Winter belegte er drei Podestplätze und klassierte sich in der Disziplinenwertung auf Rang neun. Am 16. Februar 2019 gab er in Feldberg sein Debüt im Freestyle-Skiing-Weltcup und belegte Platz 15. Am Saisonende gewann er auf Anhieb den japanischen Staatsmeistertitel.
Anfang Februar 2020 zog er in Megève erstmals in ein Halbfinale ein und belegte letztlich Platz fünf. Bei seinen ersten Weltmeisterschaften in Idre kam er nicht über Rang 28 hinaus. Im letzten Saisonrennen in Sunny Valley schaffte er als Zweiter hinter Reece Howden seinen ersten Weltcup-Podestplatz. Im folgenden Winter belegte er bei den Olympischen Spielen von Peking Platz 17 und schaffte am Saisonende auf der Reiteralm – erneut hinter Howden – seinen zweiten Podestplatz. In der Saison 2022/23 erreichte er dank zwei weiterer zweiter Plätze mit Rang sechs in der Disziplinenwertung ein Karrierehoch. Bei den Weltmeisterschaften in Bakuriani wurde er Elfter. Nach einer durchwachsenen Weltcup-Saison qualifizierte er sich bei den Weltmeisterschaften im Engadin mit der zweitschnellsten Zeit für das Finale der besten 32. Dort drang er bis in den Endlauf vor und maß sich mit Youri Duplessis Kergomard, Tobias Müller und Ryan Regez. Kurz nach dem Start passierte ihm ein Missgeschick und er kam zu Sturz. Nachdem er sein Rennen mit großem Rückstand fortgesetzt hatte, kam er dennoch als Dritter ins Ziel, da Duplessis Müller von der Strecke gedrängt hatte und anschließend disqualifiziert wurde.

## Erfolge Ski Alpin

### Weltcupwertungen
| Saison  | Gesamt | Gesamt | Kombination | Kombination |
| Saison  | Platz  | Punkte | Platz       | Punkte      |
| ------- | ------ | ------ | ----------- | ----------- |
| 2017/18 | 124.   | 2      | 39.         | 2           |

### Juniorenweltmeisterschaften
- Crans-Montana 2011: 31. Slalom, 37. Super-G

### Weitere Erfolge
- 1 japanischer Meistertitel (Super-G 2011)
- 1 Podestplatz im Far East Cup
- 8 Siege in FIS-Rennen

## Erfolge Freestyle

### Olympische Spiele
- Peking 2022: 17. Skicross

### Weltmeisterschaften
- Idre 2021: 28. Skicross
- Bakuriani 2023: 11. Skicross
- Engadin 2025: 3. Skicross

### Weltcup
- 17 Platzierungen unter den besten zehn, davon 5 Podestplätze

### Weltcupwertungen
| Saison  | Gesamt | Gesamt | Skicross | Skicross |
| Saison  | Platz  | Punkte | Platz    | Punkte   |
| ------- | ------ | ------ | -------- | -------- |
| 2018/19 | 192.   | 3,18   | 38.      | 35       |
| 2019/20 | 124.   | 10,18  | 26.      | 112      |
| 2020/21 | –      | –      | 20.      | 151      |
| 2021/22 | –      | –      | 19.      | 205      |
| 2022/23 | –      | –      | 6.       | 346      |
| 2023/24 | –      | –      | 54.      | 18       |

### Weitere Erfolge
- 2 japanische Meistertitel (Skicross 2019 und 2022)
- 4 Podestplätze im Europacup
- 1 Podestplatz im Australia New Zealand Cup
- 2 Siege in FIS-Rennen